# Чистый (песня)
«Чистый» — песня казахского рэп-исполнителя Скриптонита, выпущенная 10 декабря 2020 года лейблом Musica36 через цифровую дистрибуцию. Была написана Адилем «Скриптонитом» Жалеловым специально для российского интернет-сериала «Псих» режиссёра Фёдора Бондарчука, премьера которого состоялась 5 ноября 2020 года в онлайн-кинотеатре more.tv. 24 декабря вышел музыкальный клип на песню, содержащий в себе кадры из сериала.
«Чистый» Скриптонит писал под впечатлением от персонажа Константина Богомолова, играющего главную роль в сериале — 40-летнего психотерапевта Олега, страдающего от психологических проблем и пытающегося уединиться от окружающего мира. В треке Адиль поднял тему сложности преодоления человеческих пороков, а также заявил о необходимости оптимистичного взгляда на мир, несмотря на все преподносимые им трудности.
Композиция удостоилась положительных оценок профильных журналистов и других артистов. Синглу удалось более двух недель удерживать первое место в чартах музыкальных стриминговых платформ Apple Music и VK Музыки, стать одной из наиболее прослушиваемых песен 2021 года на Apple Music, занять шестую строчку в топе «50 лучших песен 2021» по версии редакции издания The Flow и стать номинантом на несколько музыкальных премий.

## Создание и релиз
С самого окончания съёмок мы хотели, чтобы трек для «Психа» записал именно Скриптонит. Это большой художник и глубокий автор. Его звучание ни с чем не спутаешь, и оно удивительным образом синхронизируется с миром нашего проекта. Большая удача, что в этом понимании мы с Адилем совпали.
— Фёдор Бондарчук рассказывает о работе с Адилем
До выхода «Чистого» Скриптонит активно посвящал себя написанию совместных песен с другими артистами. Так, Адиль в качестве приглашённого артиста записал куплеты для синглов «Рай. Он» и «Молодость» рэпера Басты, на чей лейбл Gazgolder Скриптонит был подписан до основания своего собственного, Musica36. Как приглашённый гость он в том числе появился на треке «Высота» группы Сёстры, резиденток своего лейбла, и в песне «Кутить» рок-группы «Мумий Тролль». Свою композицию «Baby mama», вышедшую 3 июля, он записал совместно с рэпером Райдой. Также 2020 год обошёлся для Скриптонита без релиза крупных студийных альбомов, вместо которых вышел один совместный с рэпером Niman мини-альбом PVL is back. «Чистый» же стал вторым и последним сольным треком Скриптонита в 2020 году: первым был сингл «Веселей», вышедший 15 июня.
Трек был полностью спродюсирован самим Адилем: от написания музыки, до текста песни. «Чистый» был записан специально для сериала «Псих» по просьбе режиссёра Фёдора Бондарчука уже после окончания съёмок. В «Чистом» Скриптонит рассказывает о нелёгком прошлом и нежелании к нему возвращаться, делится размышлениями о человеческих пороках, которые достаточно сложно преодолеть не имея достаточного опыта и разумности, приводит негативные примеры из жизни, а также подвергает критике социальные сети. Скриптонит признаётся, что стал оптимистом, неожиданно для самого себя. При создании композиции Бондарчук и его команда не ставили перед Адилем никаких творческих рамок — только дали артисту посмотреть первую серию проекта и ознакомиться со сценарием. Рассказывая о процессе создания песни Бондарчук отметил интересное совпадение: в последней серии главный герой сериала произносит фразу «Я хочу, чтобы после меня было чисто», при этом название трека «Чистый» не было вдохновлено этой фразой, так как Адиль не читал сценарий последнего эпизода и придумал название и тему «чистоты» самостоятельно.
Сингл вышел 10 декабря 2020 года на лейбле Скриптонита Musica36 через цифровую дистрибуцию, одновременно с шестой серией сериала. За две недели с момента выхода аудио-видео трека набрал 1,7 миллионов просмотров на YouTube, а на момент 3 января 2022 года количество просмотров составило более 5 миллионов. 24 декабря состоялась премьера музыкального клипа на песню. В апреле 2021 к лейблу Musica36 присоединился рэпер родом из Нигерии под псевдонимом Gee Baller; дебютной работой артиста для лейбла стал фристайл на бит из «Чистого», выпущенный в формате видео на официальном YouTube-канале Musica36. Лайв версия песни была исполнена Адилем на выступлении в Adrenaline Stadium 29 мая 2021 года и позже вошла в состав видеоальбома Live in Moscow, являющегося записью концерта и вышедшего 25 августа 2021.

### Музыкальный клип
Релиз музыкального видео к «Чистому» состоялся 24 декабря 2020 года на YouTube-канале лейбла Musica36 и был приурочен к выходу финального восьмого эпизода сериала «Псих». Режиссёром экранизации трека выступил Алексей Киселёв, Фёдор Бондарчук стал художественным директором клипа. В клипе снялся сам Скриптонит: он предстаёт в тёмной комнате на диване в образе, схожем с главным героем сериала. Свои впечатления от персонажа Константина Богомолова Скриптонит описывал так:
После просмотра я понял, что во мне резонируют переживания главного героя. Мне знакомо его желание абстрагироваться от внешнего мира, понятно его чувство отрешенности. Поэтому мне захотелось поработать над треком к этому сериалу.
Некоторые моменты клипа перекликаются с текстом песни: так, в одной сцене Скриптонит появляется с канистрой бензина, упоминаемой в композиции, с помощью которой сжигает большой стеклянный ящик. Помимо сцен со Скриптонитом в видеоряд клипа также вошли кадры из самого сериала. По состоянию на 16 августа 2022 года количество просмотров музыкального видео составило более 37 миллионов.

## Восприятие
Песня была положительно воспринята как музыкальными критиками, так и простыми слушателями. С момента выхода «Чистый» более двух недель занимал первое место в чартах Apple Music и VK Музыка. «Чистый» стал одной из наиболее популярных композиций 2021 года в музыкальном стриминговом сервисе Apple Music, заняв 10 место по количеству прослушиваний. Музыкальный журналист Артём Макарский в материале для издания The Village назвал сингл «симпатичным», но отметил что «Чистый» всё же проигрывает лучшим песням Адиля. Обозреватель сайта «ТНТ Music» Руслан Тихонов охарактеризовал композицию Адиля для сериала «выжигающим высказыванием о поиске светлого пути в мире тщеславия и греха». За первые 10 часов с момента релиза композицию послушали более 413 тысяч раз в Инстаграме и около 131 тысячи во «ВКонтакте».
«Чистый» попала в список «50 лучших песен 2021» по мнению редакции The Flow, в котором заняла 6-е место. «Скриптонит когда-то рассказал про жизнь „в хламину“ на дне притона, но он не находит чистоты и за его пределами. Пачкаются носы, посуда, жесткие диски — у всех на уме одно дерьмо, только кроссовки чистые. Такая экспозиция свелась бы на нет, начни Скриптонит учить, как надо жить. Но он не считает себя лучше других, ведь жизнь наказывает всех», — подытоживает представитель сайта. Также песня несколько раз номинировалась на получение музыкальных наград и премий. Так, Скриптонит вместе с «Чистый» был номинирован на национальную музыкальную премию «Виктория» в 2021 году в категории «Хип-хоп-исполнитель года». Комитет ежегодной премии «Жара Music Awards» номинировал сингл в категории «Саундтрек года».
Положительную оценку песне дали певицы Алла Пугачёва и Юлия Зиверт в рамках YouTube-шоу «Музыкалити». Пугачёва отметила талант Скриптонита «правильно» и «честно» выражать свои мысли и назвала Адиля своим «любимым акыном»; Zivert же отметила, что в целом не слушает его музыку, но согласилась с Пугачёвой относительно честности его текстов: «Он абсолютно, как говорят у молодежи, тру (true). Он настоящий. Поэтому ему веришь». По итогу Пугачёва поставила треку максимально возможную оценку в 10 баллов из 10. Также «Чистый» оценил американский рэпер Desiigner в YouTube-шоу блогера Глеба Маврина, поставив 10 баллов из 10 и отметив качество бита и «низкий, мрачный, загадочный» вокал Скриптонита.

## Список композиций
| №  | Название              | Текст песни | Музыка        | Длительность |
| -- | --------------------- | ----------- | ------------- | ------------ |
| 1. | «Чистый (OST «Псих»)» | Скриптонит  | Адиль Жалелов | 3:13         |

## Позиции в чартах
| Чарт (2020—2021)         | Высшая позиция |
| ------------------------ | -------------- |
| Россия («СберЗвук»)      | 2              |
| Россия («ВКонтакте»)     | 1              |
| Россия («Яндекс.Музыка») | 8              |
| Россия (Spotify)         | 2              |
| Россия (Apple Music)     | 1              |
| Россия (YouTube Music)   | 3              |